# Nica Noelle
Nica Noelle (született Monica Jensen) (New York, 1976. június 14. –) amerikai pornószínésznő, forgatókönyvíró, pornófilmrendező, és -producer, leszbikus alkotások specialistája. A Sweetheart Video és a Sweet Sinner filmstúdiók egyik alapítója, 2010-től a Candy filmstúdiók (Candy Girl Films és Hard Candy Films) alapító tulajdonosa. Több filmje XRCO és AVN díjat kapott. Rendezőként több alkalommal AVN díjra jelölték. A Hustler magazin rovatvezetője, több szexmagazin munkatársa. Pornószínésznőként legtöbbször a Sydni Ellis művésznevet használja.

## Élete

### Pályakezdése
Nica Noelle 1976-ban született New York City Manhattan kerületében, Monica Jensen néven. 19 éves korában amatőr színésznőként kezdett dolgozni egy New York-i pszichodráma-színházban. Később különféle underground férfimagazinokba kezdett írogatni. Állandó cikkírója lett a Hustler és a $pread szexmagazinoknak.

### Pornószínésznő
Hamarosan (2005-től) maga is belevágott a pornófilmezésbe. 2005-ben a leszbikus filmek készítésére specializálódott Girlfriends Films stúdió alkalmazásában kezdett dolgozni, Sydni Ellis művésznév (vagy ennek változatai) alatt. Több filmet ő maga rendezett és a forgatókönyvét is ő maga írta. Rendezőként mindig Nica Noelle néven szerepelt.

### Filmrendező és producer
2008-ban Noelle elhagyta a Girlfriends Films vállalatot, és üzlettársával, Jonathan Blittel együtt két konkurens filmstúdiót alapított, a leszbikus filmeket készítő Sweetheart Videót, és a heteroszexuális társas kapcsolatok bemutatására specializálódott Sweet Sinner Stúdiót. Noelle ettől kezdve jellemzően forgatókönyvíróként és rendezőként dolgozott, bár néhány (kizárólag leszbikus) filmben saját maga is szereplőként lépett fel.
2006–2011 között Noelle 157 forgatókönyvet írt, 175 filmet rendezett meg, de csak 32 filmben vállalt aktív szex-szerepet. Mindkét stúdió filmjeit a Mile High Media forgalmazta, amelynek egyik társtulajdonosa Blitt volt. A stúdiókban forgatott alkotásokkal Noelle több alkalommal díjat nyert, illetve díjakra nevezték.
2010-ben Noelle-t az AVN-díjosztón az év filmrendezője címre jelölték. A Sweetheart Video stúdió is több díjat nyert, köztük 2008-ban az AEBN neki ítélte a Legnézettebb Stúdió díjat. Noelle filmjeit az intim szféra finom eszközökkel történő, nagyon érzéki bemutatása jellemzi. Explicit módon megmutat minden részletet, de kerüli a durva hardcore stílust. Noelle sohasem alkalmaz „csak pénzért meleg” közreműködőket, nyilatkozatai szerint színésznői a való életben is leszbikusok vagy biszexuálisok. Álláspontja szerint fő célközönsége, a leszbikus nézők valódi leszbikusokat akarnak látni filmjeiben,” bár Noelle rendezései a férfi nézőknek is élményt kívánnak nyújtani.
2011-ben Noelle a Sweet Sinema stúdió számára is elkezdett filmeket forgatni. Ezeket kezdetben még a Mile High Media forgalmazta, de már 2011 novemberében szerződést bontottak, mert a Mile High Media (Noelle nyilatkozatai szerint) nem biztosította számára filmjeinek tulajdonjogát.
Noelle az online video forgalmazásra szakosodott Adult Entertainment Broadcast Network-kel (AEBN) kötött új szerződést, ezzel egy időben új saját stúdiókat alapított, a leszbikus filmeket készítő Candy Girl Films és a „heteró” filmeket készítő Hard Candy Films stúdiót, A Sweet Sinema stúdióban klasszikus (nem-szex) nagyjátékfilmek erotikus „remake”-jeit forgatja.

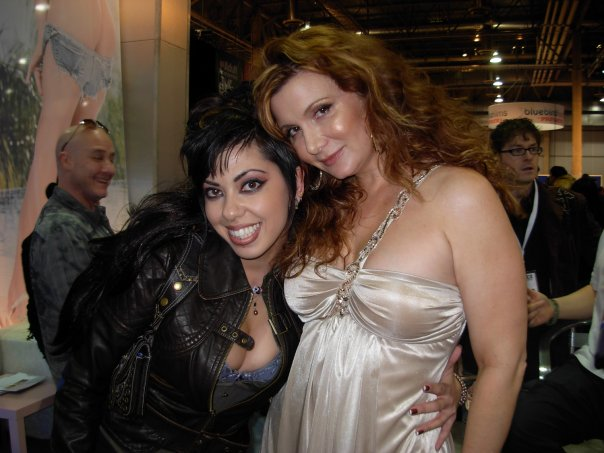
Satine Phoenix és Nica Noelle az AVN Adult Entertainment Expón; (2010)

### Magánélete
Nica Noelle bevallottan biszexuális irányultságú. Egy fiúgyermeke van. Korábban tartós viszonyt folytatott Satine Phoenix pornószínésznővel, akit nyilatkozataiban múzsájaként említ. 2010 után egy (férfi) festőművésszel létesített viszont, akinek képei több, Noelle által rendezett filmben megjelennek. Aktívan építi online rajongói klubját, hívei internetes beszélgetéseiben napi rendszerességgel bekapcsolódik.

## Testi adatai
Testmagassága 175 cm (5 láb, 9 hüvelyk), testsúlya 64 kg (140 font), szeme barna, hajszíne vörös vagy barna. Dán, ír, német és olasz felmenők vonásait viseli.

## Díjai, jelölései
- 2008 : Orgazmik Award (jelölés) – „Best Lesbo Film” – The Lesbian Adventures of Satine Phoenix[16][17]
- 2010 : Feminist Porn Award (díj) – „Sexiest Straight Movie” – The Deviant[18]
- 2010 : AVN Award (jelölés) – „Best All-Girl Release” – Girls Kissing Girls 3[8]
- 2010 : AVN Award (jelölés) – „Best Video Feature” – My Daughter's Boyfriend[8]
- 2010 : AVN Award (jelölés) – „Director of the Year” – Body of Work[8]
- 2010 : AEBN Award (díj) – „Best Feature” – My Daughter's Boyfriend[19]
- 2011 : Feminist Porn Award (jelölés) – My Girlfriend’s Mother[20]
- 2011 : Feminist Porn Award (jelölés) – Lesbian Truth or Dare Vol. 4[20]
- 2011 : Feminist Porn Award (jelölés) – Lesbian Deception[20]
- 2011 : AVN Award (jelölés) – „Best Older Woman/Younger Girl Release” – Legends and Starlets 2[9]
- 2011 : AVN Award (jelölés) – „Best Educational Release” – Nina Loves Girls 2[9]
- 2011 : AEBN Award (jelölés) – „Best Lesbian Movie” – Mother Lovers Society[21]
- 2011 : AEBN Award (díj) – „Best Lesbian Movie” – Lesbian Adventures: Wet Panties[21][22]
- 2011 : AEBN Award (díj) – „Best Feature Film” – The Stepmother 3: Trophy Wife[22]
- 2012 : XBIZ Award (jelölés) – „All-Girl Release of the Year” – Lesbian Deception[23]

## Filmszerepei
- 2006 : Women Seeking Women 24 (video) (Sydni néven)
- 2006 : Women Seeking Women 22 (video) (Sydni néven)
- 2006 : Road Queen 3 (video) (as Sydney)
- 2006 : Women Seeking Women 28 (video) (Sydni néven)
- 2006 : Women Seeking Women 29 (video) (Sydni néven)
- 2006 : Lesbian Seductions: Older/Younger 9 (video) (Sydni néven)
- 2007 : Lesbian Psycho Therapists 1 (video) (Sydni néven)
- 2007 : Girls in White 2007 1 (video) nem-szex szerep (Sydni Ellis néven)
- 2007 : Lesbian Seductions: Older/Younger 10 (video) (Sydni néven)
- 2007 : Women Seeking Women 32 (video) (Sydni néven)
- 2007 : Lesbian Bridal Stories 1 (video) (Sydni néven)
- 2007 : Women Seeking Women 37 (video) (Sydni néven)
- 2008 : Lesbian Psycho Therapists 2 (video) nem-szex szerep (Sydni Ellis néven)
- 2008 : Lesbian Tutors 6 (video)
- 2008 : Lesbian Confessions 1 (video) nem-szex szerep
- 2008 : Lesbian Chronicles 1: The Wasted Years (video)
- 2008 : Women Seeking Women 41 (video) (Sydina Ellis néven)
- 2008 : Lesbian Beauties 1: Interracial (video)
- 2008 : Lesbian Daydreams 1: Older Women, Younger Girls (video)
- 2008 : Women Seeking Women 43 (video) (Sydni Ellis néven)
- 2008 : Rivals 1 (video)
- 2008 : Sapphic Lolita (video)
- 2008 : Lesbian Truth or Dare 1 (video)
- 2008 : II Angel (video)
- 2009 : Lesbian Chronicles 3 (video)
- 2009 : Lesbian Retreat: Weavertown Mistake 2 (video) (Sydni Ellis néven)
- 2009 : Ginger Loves Girls (video)
- 2009 : Lesbian Adventures: Victorian Love Letters (video)
- 2011 : My Mother's Best Friend 3 (video)
- 2011 : Mother Lovers Society 4 (videó)
- 2011 : The Babysitter 4: Daddy Appeal (video) nem-szex szerep
- 2011 : My Mother's Best Friend 5 (videó)
- 2012 : Women seeking women 85 (videó), (Nica Noelle néven)

## Rendezései
- 2008–2012 : Office Seductions (sorozat)
- 2009–2012 : Girls Kissing Girls (sorozat)
- 2012 : My Sister Celine
- 2010–2012 : Mother Lovers Society (sorozat)
- 2009–2012 : The Stepmother (sorozat)
- 2008–2012 : Lesbian Adventures (sorozat)
- 2012 : The Secretary (sorozat)
- 2009–2012 : Lesbian Babysitters (sorozat)
- 2011 : Legends and Starlets (sorozat)
- 2010–2011 : My Mother’s Best Friend (sorozat)
- 2008–2011 : Lesbian Truth or Dare (sorozat)
- 2010–2011 : The Teacher (sorozat)
- 2009–2011 : The Babysitter (sorozat)
- 2011 : Inari Loves Girls (fősz. Inari Vachs)
- 2011 : 6 1/2 Weeks
- 2010–2011 Lesbian Hitchhiker (sorozat)
- 2010–2011 : My Girlfriend’s Mother (sorozat)
- 2009–2011 : My Daughter’s Boyfriend (sorozat)
- 2011 : The Cougar Club (sorozat)
- 2008–2011 : Lesbian Triangles (sorozat)
- 2010–2011 : Net Skirts (sorozat)
- 2011 : Julia Ann Loves Girls
- 2010–2011 : Cheaters Retreat (sorozat)
- 2011 : Lesbian Deception
- 2011 : Sinderella and Me
- 2010 : The Doctor (sorozat)
- 2010 : Family Secrets: Tales of Victorian Lust
- 2009–2010 : Elexis Unleashed (sorozat)
- 2009–2010 : Naughty Neighbors (sorozat)
- 2008–2010 : Lesbian Beauties (sorozat)
- 2010 : Exchange Student (sorozat)
- 2008–2010 : Lesbian Confessions (sorozat, fősz. Elexis Monroe)
- 2010 : Women Seeking Women (sorozat)
- 2010 : The Soldier
- 2009–2010 : Lesbian PsychoDramas (sorozat)
- 2010 : Gigolos
- 2010 : Don Juan’s Therapist
- 2010 : A Beauty and a Geek
- 2008–2010 : Nina Loves Girls (sorozat, fősz. Nina Hartley)
- 2010 : A Love Triangle
- 2010 : Lesbian Mentors (sorozat)
- 2010 : Alone with the Enemy
- 2010 : Hotel Sin
- 2010 : Tombois
- 2009 : The Deviant
- 2009 : A Man with a Maid: A Tale of Victorian Lust
- 2008–2009 Lesbian Daydreams 3 (video)
- 2009 : Open House
- 2009 My Sister’s Lover
- 2009 : Ginger Loves Girls (fősz: Ginger Lynn)
- 2009 : Lesbian Noir (sorozat)
- 2009 : Halfway House
- 2009 : 19th Birthday (sorozat)
- 2009 : Rivals (sorozat)
- 2009 : Lesbian Psycho Roommates
- 2008–2009 : Lesbian Chronicles (sorozat)
- 2009 : My Little Minx
- 2008 : Stephanie Loves Girls (fősz. Stephanie Swift)
- 2008 : Angel
- 2008 : Sapphic Lolita
- 2008 : Lesbian Bridal Stories 2
- 2007 : Lesbian Seductions 13
- 2007 : Elexis and Her Girlfriends
- 2007 : Girls in White 1 (Sydni Ellis néven)
- 2007 : Lesbian Psycho Therapists 1 (Sydni Ellis néven)